# Larisa Savkina
Larisa Mikhaylovna Savkina (em russo, Лариса Михайловна Савкина : Rustavi, 8 de fevereiro de 1955) é uma ex-handebolista soviética, campeã olímpica.

## Carreira
Ela fez parte da geração soviética campeã das Olimpíada de Moscou 1980, com 5 partidas e 1 gol.